# 里帕布利坎鎮區 (印地安納州傑佛遜縣)
里帕布利坎鎮區（英語：Republican Township）是位於美國印地安納州傑佛遜縣的一個行政鎮區。

## 地方資料
根據2010年美國人口普查的數據，里帕布利坎鎮區的面積為71.40平方千米，當中陸地面積為71.10平方千米，而水域面積為0.30平方千米。當地共有人口1599人，而人口密度為每平方千米22.39人。